# Iles Houat-Hoedic
Iles Houat-Hoedic este o arie protejată (sit de importanță comunitară — SCI) din Franța întinsă pe o suprafață de 17.769,83 ha, din care 97 % marine.

## Localizare
Centrul sitului Iles Houat-Hoedic este situat la coordonatele 47°23′42″N 2°57′55″W / 47.395°N 2.96528°V.

## Înființare
Situl Iles Houat-Hoedic a fost declarat arie specială de conservare în baza directivei 92/43 din 1992 referitoare la conservarea habitatelor naturale și a faunei și florei sălbatice pentru a proteja 3 specii de plante și 2 specii de animale.

## Biodiversitate
Situată în ecoregiunea atlantică, aria protejată conține 17 habitate naturale: Recifuri, Vegetație anuală la limita mareei, Faleze cu vegetație de pe coastele atlantice și baltice, Dune mobile cu vegetație embrionară, Dune de coastă fixe cu vegetație erbacee („dune gri”), Terase mlăștinoase și terase nisipoase neacoperite de apă la reflux, Ape oligotrofe în general din solurile nisipoase vest-mediteraneene, cu un conținut foarte redus de minerale, cu Isoetes spp., Lacuri eutrofice naturale cu vegetație de tip Magnopotamion sau Hydrocharition, Păduri pe pante, grohotișuri și ravene de Tilio-Acerion, Vegetație perenă pe țărmurile stâncoase, Pajiști uscate europene, Bancuri de nisip acoperite în permanență slab de apă marină, Pășuni mediteraneene udate de apa mării (Juncetalia maritimi), Dune mobile de-a lungul țărmului cu Ammophila arenaria („dune albe”), Liziere de ierburi înalte hidrofile de câmpie și de nivel montan până la alpin, Dune fixe decalcificate atlantice (Calluno-Ulicetea), Golfuri mici largi și golfuri puțin adânci.
La baza desemnării sitului se află mai multe specii protejate:
- plante (3): Omphalodes littoralis, Rumex rupestris, Trichomanes speciosum
- mamifere (2): marsuin (Phocoena phocoena), delfin mare (Tursiops truncatus)

Pe lângă speciile protejate, pe teritoriul sitului au mai fost identificate 18 specii de plante, 3 specii de amfibieni, 1 specie de nevertebrate, 3 specii de reptile.